# Jules Diouf
Jules Diouf, född 5 mars 1992, är en fransk fotbollsspelare som spelar för F91 Dudelange. Hans yngre bröder, Waly och Andy är också fotbollsspelare.

## Karriär
Diouf började sin seniorkarriär med att spela för Toulouse reservlag, Boulogne reservlag samt Angoulême CFC i franska femte- och sjättedivisionen. Säsongen 2014/2015 gick Diouf till marockanska CR Al Hoceima, där han spelade 11 matcher i högstadivisionen.
I januari 2016 gick Diouf till portugisiska LigaPro-klubben Mafra. Han spelade 14 ligamatcher och gjorde tre mål under säsongen 2018/2019. I juni 2016 gick Diouf till ligakonkurrenten Penafiel. Han spelade 21 ligamatcher och två cupmatcher samt gjorde ett mål under säsongen 2016/2017. Följande säsong spelade Diouf 22 ligamatcher och två cupmatcher samt gjorde två mål.
I januari 2019 gick Diouf till Union Titus Pétange i Luxemburgs högstadivision. Han spelade 12 ligamatcher för klubben under säsongen 2018/2019. Följande säsong spelade Diouf 12 ligamatcher, två cupmatcher samt gjorde ett mål. Inför säsongen 2020/2021 gick han till ligakonkurrenten F91 Dudelange. Diouf spelade 27 ligamatcher och gjorde två mål under säsongen 2021/22 då Dudelange blev luxemburgska mästare.

## Meriter
F91 Dudelange
- Luxemburgsk mästare: 2022